# 1666 az irodalomban
Az 1666. év az irodalomban.

## Új művek
- június 4. – Molière Az embergyűlölő (Le misanthrope ou l'Atrabilaire amoureux) című vígjátékának első előadása.
- augusztus 4. – Molière társulata az író újabb komédiáját mutatja be: A botcsinálta doktort (Le Médecin malgré lui).
- 1666–1668 – Megjelennek Nicolas Boileau  francia költő, esztéta Szatírái (Les Satires).
- John Bunyan szellemi önéletrajza: Grace Abounding to the chief of sinners (Bővölködő kegyelem a bűnösök közül elsőnek).

## Halálozások
- augusztus 24. – Francisco Manuel de Mello portugál politikus, katona, barokk költő, író (* 1608)
- szeptember 27. – Szalárdi János erdélyi történetíró (* 1601)[1]